# Prelatura territorial de Trondheim
La prelatura territorial de Trondheim (en latín: Praelatura Territorialis Trudensis y en noruego: Trondheim katolske stift) es una circunscripción eclesiástica de la Iglesia católica en Noruega. Se trata de una prelatura territorial latina, inmediatamente sujeta a la Santa Sede. Desde el 1 de octubre de 2019 su prelado es Erik Varden, de la Orden de la Trapa.

## Territorio y organización

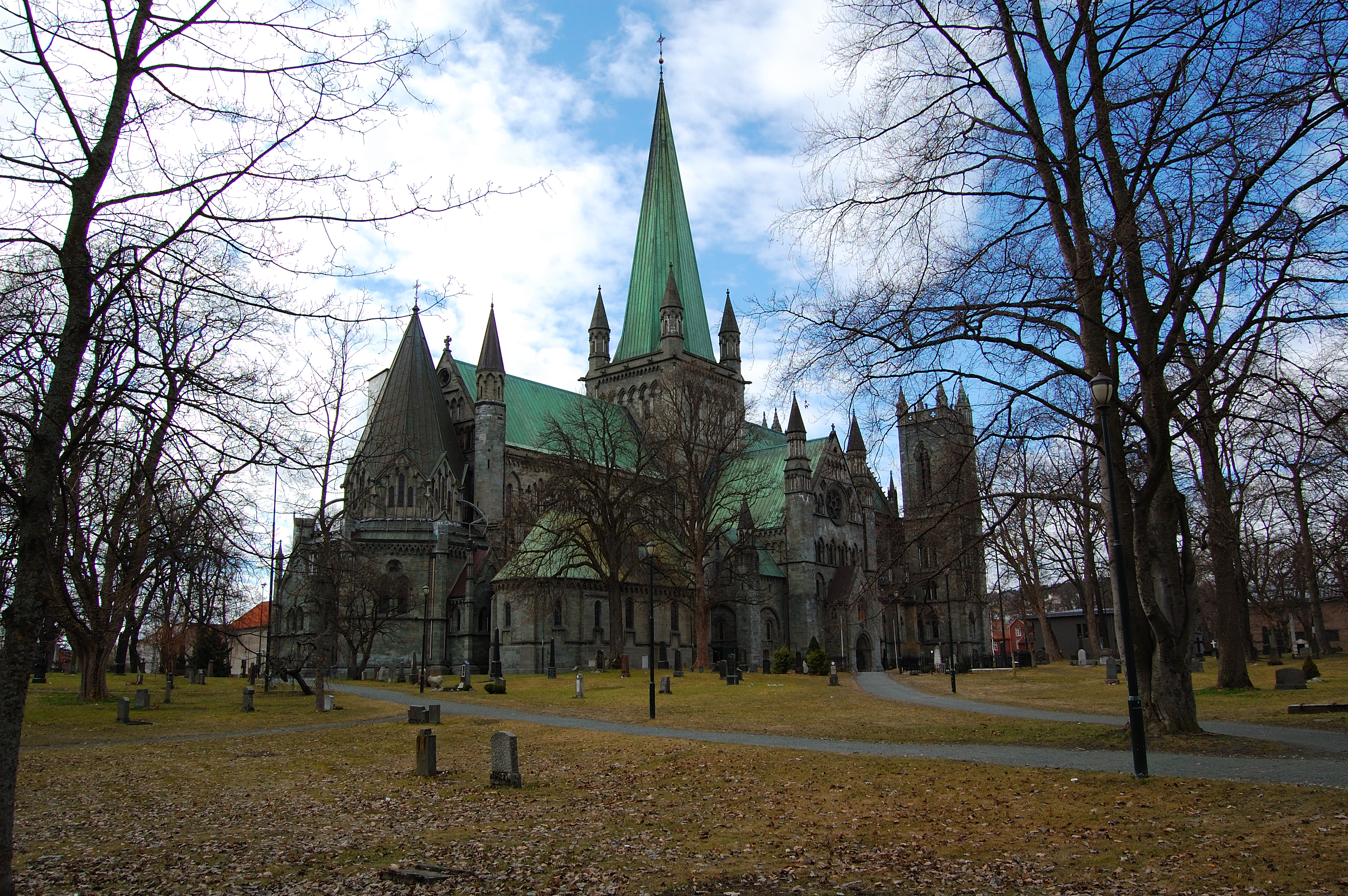
Catedral de la Santísima Trinidad, en Trondheim, hoy perteneciente a la Iglesia de Noruega

La prelatura territorial tiene 56 458 km² y extiende su jurisdicción sobre los fieles católicos de rito latino residentes en las provincias de Møre og Romsdal (excepto el área de Hornindal en el municipio de Volda) y Trøndelag (formada por la fusión de las provincias de Sør-Trøndelag y Nord-Trøndelag el 1 de enero de 2018) (excepto el área de Innset en el municipio de Rennebu).

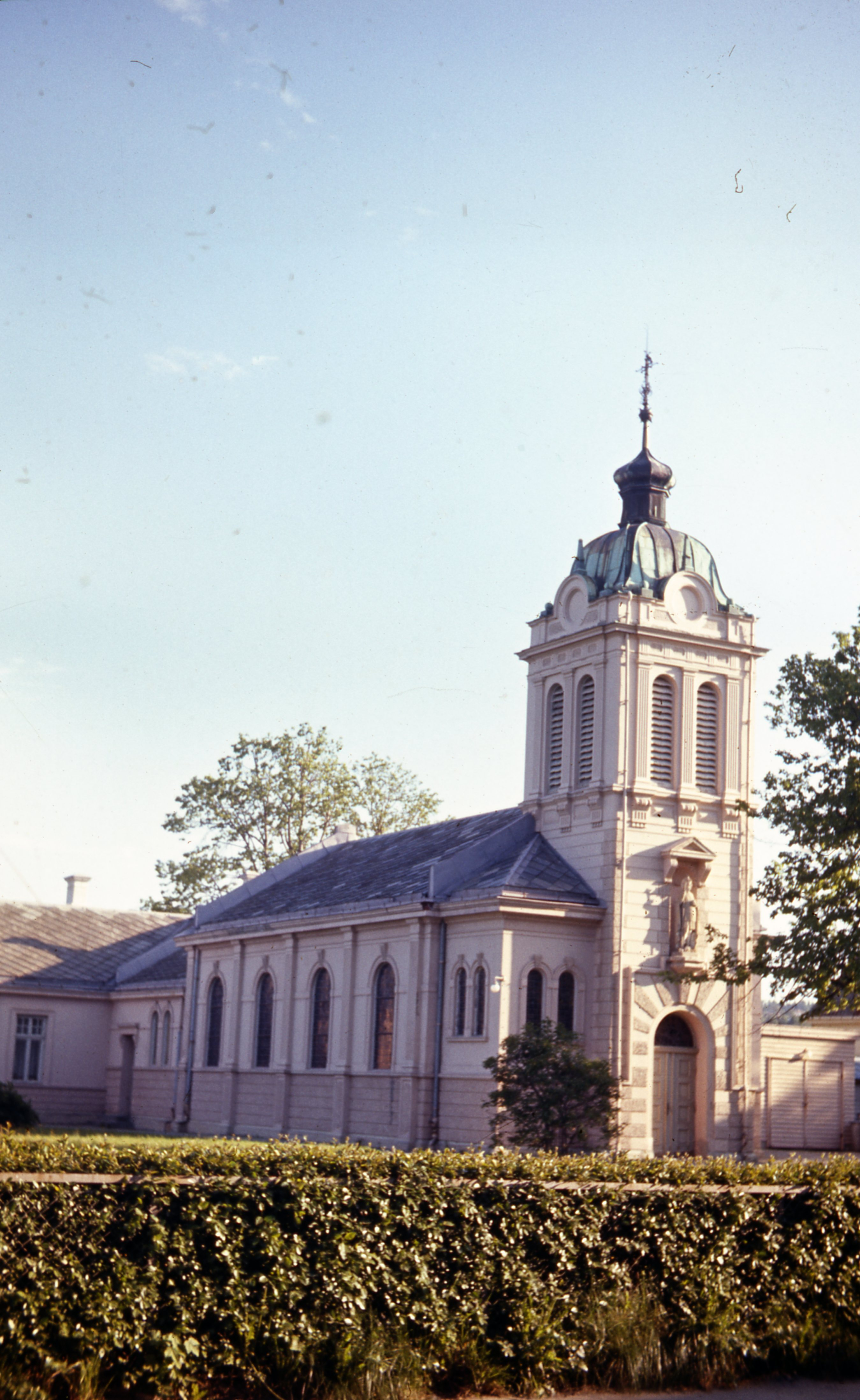
Catedral de San Olaf, en Trondheim, demolida en 1973

La sede de la prelatura territorial se encuentra en la ciudad de Trondheim (antes llamada Nidaros), en donde se halla la Catedral de San Olaf, que fue consagrada el 19 de noviembre de 2016. Se halla en el sitio en donde el 23 de febrero de 1902 fue consagrada la iglesia del mismo nombre, demolida en 1973 y sobre la cual se construyó la catedral que fue demolida el 26 de mayo de 2014. La antigua catedral de la arquidiócesis de Nidaros, la Catedral de la Santísima Trinidad (o Catedral de Cristo), pertenece a la Iglesia de Noruega desde el 1 de abril de 1537, y en ella se cree que se encuentra la tumba del rey san Olaf.

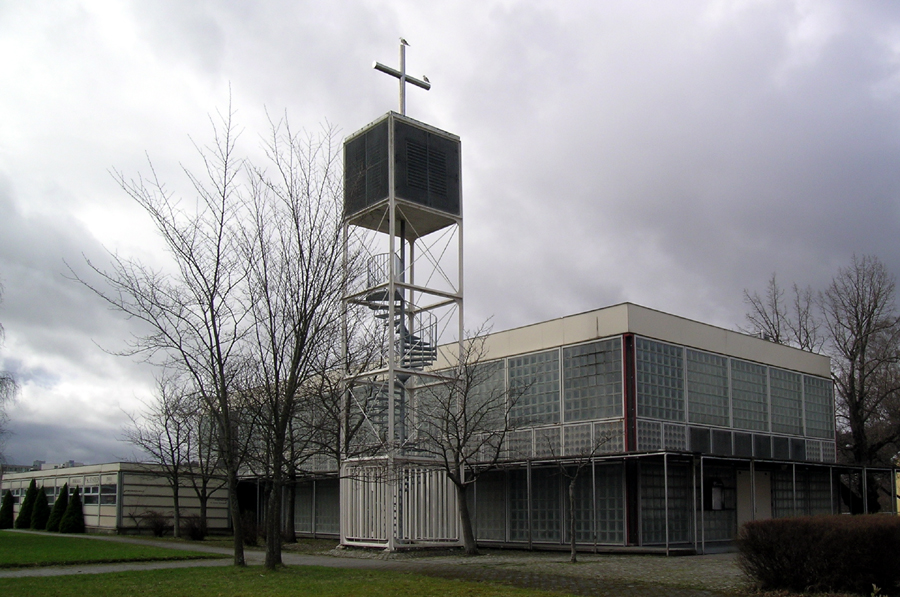
Catedral de San Olaf, en Trondheim, demolida en 2014

En 2023 en la prelatura territorial existían 5 parroquias:
- Catedral de San Olaf (St. Olav domkirke), en Trondheim. Comprende la exprovincia de Sør-Trøndelag.
- San Eystein (St. Eystein kirke), en Kristiansund. Comprende en la provincia de Møre og Romsdal los municipios de: Kristiansund, Eide, Averøy, Gjemnes, Tingvoll, Sunndal, Surnadal, Rindal, Aure, Halsa y Smøla.
- San Torfinn (St. Torfinn kirke), en Levanger. Comprende en la exprovincia de Nord-Trøndelag.
- Santa Sunniva (St. Sunniva kirke), en Molde. Comprende en la provincia de Møre og Romsdal los municipios de: Molde, Vestnes, Rauma, Nesset, Midsund, Sandøy, Aukra y Fræna.
- Nuestra Señora (Vår Frue kirke), en Ålesund. Comprende en la provincia de Møre og Romsdal los municipios de: Ålesund, Vanylven, Sande, Herøy, Ulstein, Hareid, Volda, Ørsta, Ørskog, Norddal, Stranda, Stordal, Sykkylven, Skodje, Sula, Giske y Haram.

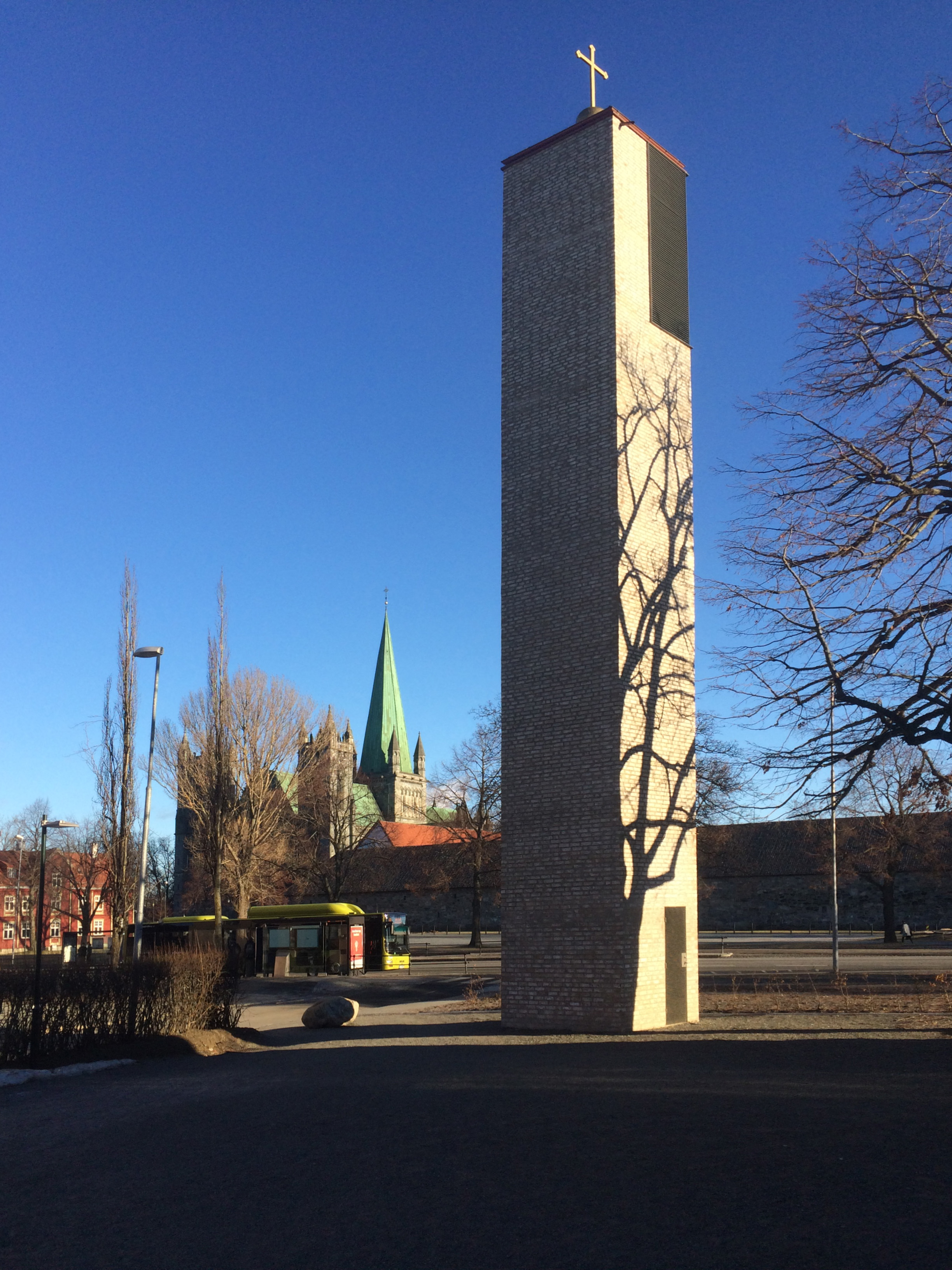
Campanario de la catedral, se encuentra entre la nueva catedral católica y la antigua Catedral de la Santísima Trinidad, en Trondheim

## Historia

### Antecedentes
En 997 el rey Olaf I de Noruega fundó en la desembocadura del río Nidelva la ciudad de Nidaros, en donde construyó una residencia y una iglesia. Fue la capital de Noruega y residencia de los reyes hasta 1217. La diócesis de Nidaros fue erigida en 1030 y fue elevada al rango de arquidiócesis metropolitana en 1153.
La arquidiócesis de Nidaros durante la Reforma protestante en 1537 pasó a ser una diócesis luterana y por consiguiente fue suprimida para la Iglesia católica. La Catedral de Nidaros y los demás bienes de la Iglesia pasaron a la corona danesa. En 1546 Torbjørn Bratt fue nombrado primer superintendente de Trondheim de la Iglesia de Noruega, que desde 1660 recibió el nombre de diócesis de Trondheim. En 1919 fue renombrada diócesis de Nidaros.

### Restauración
Los escasos católicos remanentes en Noruega y el norte de Europa fueron puestos secretamente en 1582 bajo la jurisdicción del nuncio apostólico en Colonia. Al ser creada en 1622 la Sagrada Congregación para la Propagación de la Fe tomó a su cargo las misiones en Dinamarca y Noruega, poniendo a su frente al nuncio apostólico en Bruselas. En 1688 el territorio del Reino de Dinamarca y Noruega pasó a ser parte del vicariato apostólico de las Misiones Nórdicas, con los obispos de Paderborn actuando como administradores del vicariato apostólico. En 1834 las misiones católicas en Noruega pasaron a formar parte del vicariato apostólico de Suecia, con sede en Estocolmo. Mientras que Noruega al norte del círculo polar ártico se convirtió en la prefectura apostólica del Polo Norte en 1855, el resto de Noruega se quedó con el vicariato sueco. El 17 de agosto de 1869 el norte de Noruega se reunió con el resto de Noruega en la nueva prefectura apostólica de Noruega, que ascendió a vicariato apostólico de Noruega en 1892.
La primera actividad católica organizada en Trondheim después de la Reforma protestante ocurrió en 1844 cuando cinco católicos de la ciudad pidieron la visita de un sacerdote de Oslo. La primera parroquia católica se restableció en Trondheim en 1872, con Claude Dumahut, nacido en Francia, como párroco. En 1875 la Iglesia compró una propiedad en Stiklestad con la esperanza de construir una capilla allí para conmemorar el martirio de san Olaf en la Batalla de Stiklestad en 1030. Se estableció un seminario en 1880, que graduó a un pequeño grupo de sacerdotes en 1885, que hizo la primera peregrinación a Stiklestad en cientos de años. Se fundaron parroquias adicionales en Trondheim (Sagrado Corazón en 1881 y San Olaf en 1902; luego se fusionaron), Molde (1923), y en 1930 la capilla de Stiklestad se completó a tiempo para el 900 aniversario de la batalla en la que los paganos derrotaron a los cristianos de Noruega.

### Sede en Trondheim
El 7 de abril de 1931 se erigió la misión sui iuris de Noruega Central mediante el breve Supremi Apostolatus del papa Pío XI, con territorio desmembrado del vicariato apostólico de Noruega (en la actualidad la diócesis de Oslo).

Itaque motu proprio, certa scientia ac matura deliberatione Nostris deque apostolicae Nostrae potestatis plenitudine, praesentium Litterarum tenore, territorium trium civilium provinciarum Norvegiae, quas nuncupant Nord Tröndelag, Sor Tröndelag, More, a vicariatu apostolico Norvegiae seiungimus, sive dismembramus, illudque, sic per Nos separatum, in novum sui iuris Districtum ecclesiasticum, cui nomen ex nunc facimus Norvegiae centralis, erigimus.

Durante la ocupación de Noruega por la Alemania nazi, el clero mayoritariamente nacido en Alemania del centro de Noruega participó en el movimiento de resistencia noruego. Uno de ellos, Antonius Deutsch, fue posteriormente condecorado por el rey Haakon VII de Noruega.
El 10 de marzo de 1944 la misión sui iuris fue elevada a prefectura apostólica mediante la bula Maioris dignitatis del papa Pío XII.
El 4 de febrero de 1953 mediante la bula Sollemne est Nobis del papa Pío XII, la prefectura apostólica fue elevada a vicariato apostólico.

### Prelatura territorial
El 28 de marzo de 1979, mediante la bula Cum Nobis del papa Juan Pablo II, el vicariato apostólico fue elevado a prelatura territorial y tomó su nombre actual.
En 1989 el papa Juan Pablo II visitó Trondheim y llevó a cabo un servicio ecuménico en la antigua Catedral de Nidaros (hoy perteneciente a la Iglesia de Noruega), así como una misa católica en un centro deportivo cercano. En 1993 la Iglesia de Noruega autorizó la celebración de una misa católica completa en la catedral luterana de Nidaros, por primera vez desde la Reforma protestante de 1537.
El 19 de noviembre de 2016 el cardenal Cormac Murphy-O'Connor consagró la nueva Catedral de San Olav porque la iglesia construida en 1973 se había vuelto demasiado pequeña para la creciente parroquia.
De 2009 a 2019 la sede estuvo vacante y se confió al obispo de Oslo su administración.

## Estadísticas
Según el Anuario Pontificio 2024 la prelatura territorial tenía a fines de 2023 un total de 16 530 fieles bautizados.
| Año                                                                             | Población            | Población | Población      | Sacerdotes | Sacerdotes    | Sacerdotes    | Bautizados por sacerdote | Diáconos permanentes | Religiosos | Religiosos | Parroquias |
| Año                                                                             | Bautizados católicos | Total     | % de católicos | Total      | Clero secular | Clero regular | Bautizados por sacerdote | Diáconos permanentes | Varones    | Mujeres    | Parroquias |
| ------------------------------------------------------------------------------- | -------------------- | --------- | -------------- | ---------- | ------------- | ------------- | ------------------------ | -------------------- | ---------- | ---------- | ---------- |
| 1949                                                                            | 230                  | 480 000   | 0.0            | 53         | 5             | 48            | 4                        |                      |            |            | 3          |
| 1970                                                                            | 553                  | 571 553   | 0.1            | 16         | 8             | 8             | 34                       |                      | 8          | 38         |            |
| 1980                                                                            | 779                  | 601 500   | 0.1            | 6          | 1             | 5             | 129                      |                      | 6          | 36         | 5          |
| 1990                                                                            | 1644                 | 600 000   | 0.3            | 5          |               | 5             | 328                      |                      | 5          | 8          | 5          |
| 1999                                                                            | 2576                 | 627 934   | 0.4            | 6          | 3             | 3             | 429                      |                      | 3          | 6          | 5          |
| 2000                                                                            | 2803                 | 630 000   | 0.4            | 6          | 3             | 3             | 467                      |                      | 3          | 16         | 5          |
| 2001                                                                            | 2902                 | 630 000   | 0.5            | 6          | 4             | 2             | 483                      |                      | 2          | 15         | 5          |
| 2002                                                                            | 3080                 | 635 936   | 0.5            | 7          | 5             | 2             | 440                      |                      | 2          | 14         | 5          |
| 2003                                                                            | 3228                 | 637 400   | 0.5            | 8          | 6             | 2             | 403                      |                      | 2          | 15         | 5          |
| 2004                                                                            | 3228                 | 640 105   | 0.5            | 5          | 4             | 1             | 645                      |                      | 1          | 16         | 5          |
| 2013                                                                            | 12 887               | 696 914   | 1.8            | 10         | 6             | 4             | 1287                     |                      | 7          | 20         | 5          |
| 2016                                                                            | 13 643               | 715 059   | 1.9            | 13         | 10            | 3             | 1049                     |                      | 5          | 24         | 5          |
| 2019                                                                            | 16 056               | 722 320   | 2.2            | 12         | 9             | 3             | 1338                     |                      | 6          | 20         | 5          |
| 2021                                                                            | 16 300               | 733 940   | 2.2            | 13         | 9             | 4             | 1253                     |                      | 6          | 21         | 5          |
| 2023                                                                            | 16 530               | 744 580   | 2.2            | 15         | 12            | 3             | 1102                     | 1                    | 5          | 21         | 5          |
| Fuente: Catholic-Hierarchy, que a su vez toma los datos del Anuario Pontificio. |                      |           |                |            |               |               |                          |                      |            |            |            |

## Episcopologio
Superiores de la misión de Noruega Central
- Henrik Irgens (7 de abril de 1931-30 de enero de 1932) (administrador apostólico)

- Cyprian Witte, SS.CC. † (30 de enero de 1932-10 de marzo de 1944 renunció)

Prefectos apostólicos de Noruega Central
- Antonius Deutsch, SS.CC. † (14 de diciembre de 1945-1953 renunció)

Vicarios Apostólicos de Noruega Central
- Johann Rüth, SS.CC. † (4 de febrero de 1953-25 de marzo de 1974 retirado)
- Gerhard Schwenzer, SS.CC. (29 de agosto de 1975-28 de marzo de 1979)

Prelados de Trondheim
- Gerhard Schwenzer, SS.CC. (28 de marzo de 1979-2 de junio de 1981 nombrado obispo coadjutor de Oslo)
  - Sede vacante (1981-1997)[nota 1]
- Georg Müller, SS.CC. † (20 de junio de 1997-8 de junio de 2009 renunció)
  - Sede vacante (2009-2019)[nota 2]
- Erik Varden, O.C.S.O., desde el 1 de octubre de 2019